# Абу Мансур Низар
Абу́ Мансу́р Низа́р аль-Мустафа́ Лидинилла́х (араб. أبو منصور نزار المصطفى لدين الله‎; 26 сентября 1045, Египет — 1095, Египет) — старший сын исмаилитского халифа Аль-Мустансира из династии Фатимидов. Эпоним исмаилитского течения низаритов.

## Биография
Абу Мансур Низар родился 26 сентября 1045 года в семье египетского халифа и исмаилитского имама из династии Фатимидов аль-Мустансира Биллаха (1036—1094). На момент его рождения аль-Мустансиру было лишь 15 лет, но он уже занимал трон почти десятилетие. Вероятно, Абу Мансур был старшим среди сыновей аль-Мустансира, хотя некоторые арабские источники указывают в качестве старшего сына Абу Абдаллаха. В ходе своего долгого правления аль-Мустансир нажил многочисленное потомство, не менее 17 сыновей, однако точное их количество не известно. Некоторые сыновья носили одинаковые имена, что затрудняет их идентификацию.
В конце 1060-х годов в Фатимидском халифате начался глубокий кризис: с востока на земли Сирии двигались силы Сельджуков, а затяжные конфликты между чернокожими и тюркскими подразделениями армии халифата в Египте привели к распаду центрального правительства и повсеместному распространению голода и анархии. В конце десятилетия, примерно в 1068 году, когда разросшиеся беспорядки уже могли привести к краху династии, аль-Мустансир выдал своим сыновьям владения в пределах халифата, оставив при себе лишь несовершеннолетнего ребёнка. Согласно мамлюкскому историку аль-Макризи, Абу Абдаллах и Абу Али должны были отправиться в Акко чтобы присоединиться к армии Бадра аль-Джамали, Абу-ль-Касим Мухаммад — в Аскалон. Хотя аль-Макризи не упоминает Низара, он, скорее всего, тоже попал под распоряжение отца. В прокламации халифа аль-Амира 1122 года упоминается, что он направился в порт Дамиетта. Сыновья аль-Мустансира находились не в Каире по крайней мере до 1073 года, когда Бадр аль-Джамали взял власть в свои руки, формально занимая должность визиря, а фактически являясь квазидиктатором Египта.
В дальнейшем Абу Мансур Низар был назначен преемником отца, однако затем решение было изменено в пользу его младшего брата Абуль-Касима Ахмада, что повлекло раскол среди исмаилитов на низаритов и мусталитов.
После смерти отца бежал в Александрию, Низар объявил себя халифом. В 1095 г. Низар был схвачен и убит в тюрьме, однако его сторонники считали его гипотетического потомка «скрытым имамом».